# Народное собрание Болгарии
Народное собрание Болгарии (болг. Народно събрание) — верховный орган государственной власти в Республике Болгарии, который выражает волю болгарского народа и представляет его суверенитет. Является органом законодательной власти. Состоит из 240 депутатов, выбранных на общем и равном основании на тайном голосовании на срок 4 года. Проходной барьер составляет 4 %. В случае войны, военного или другого чрезвычайного положения, мандат Народного собрания продлевается до конца этих обстоятельств.
Полномочия Народного собрания определяются третьей главой Конституции Республики Болгария (со ст. 62 по ст. 91). Соответствие законов и иных актов Народного собрания Конституции Болгарии определяется Конституционным судом Республики Болгарии.
Президент Болгарии имеет право вето на принятые во втором чтении проекты законов Народного собрания и они вступают в силу только после его подписи и официального им опубликования в Государственной газете Республики Болгарии. Однако президент имеет право вето по одному и тому же решению парламента не более, чем три раза. Если Народное собрание принимает одно и то же решение в четвёртый последовательный раз, оно считается действительным, несмотря на мнение президента.
Офис — Старое здание Национального собрания. С сентября 2020 года по март 2021 года парламент размещался в партийном доме.
В случае , если народное собрание не может избрать спикера его полномочия выполняет старейший депутат.

## Великое народное собрание Болгарии
Великое народное собрание Болгарии — представительный орган государственной власти Республики Болгарии, который созывается для решения особо важных государственных и общественных дел. Такими являются: обсуждение и утверждение новой конституции; изменения в территории страны; изменения государственного строя и другие. Великое народное собрание состоит из 400 депутатов, 200 из которых выбираются на основе мажоритарного, а 200 — пропорционального представительства. Великое народное собрание распускается сразу после решения вопросов, для которых оно было созвано.
За весь XX век Великое народное собрание созывалось трижды (перед Первой Мировой войной, после Второй Мировой и в перестройку), в XXI веке — ни разу.
Президент Болгарии не имеет права вето на решения Великого народного собрания.

## Парламенты Болгарии
| Парламент                         | Мандат     | Мандат     | Число депутатов | Председатель |
| --------------------------------- | ---------- | ---------- | --------------- | --- |
| Парламент                         | с          | по         | Число депутатов | Председатель |
| Учредительное собрание            | 10.02.1879 | 16.04.1879 | 231             | Анфим I |
| 1 Великое народное собрание       | 17.04.1879 | 26.06.1879 | 231             | Анфим I |
| 1 Обыкновенное народное собрание  | 21.10.1879 | 24.11.1879 | 158             | Петко Каравелов |
| 2 Обыкновенное народное собрание  | 23.03.1880 | 18.12.1880 | 172             | Петко Каравелов (23.03.1880-26.03.1880) Петко Р. Славейков (26.03.1880-28.11.1880) Никола Сукнаров (29.11.1880-18.12.1880)                                                    |
| 2 Великое народное собрание       | 01.07.1881 | 01.07.1881 | 307             | Тодор Икономов |
| 3 Обыкновенное народное собрание  | 10.12.1882 | 25.12.1883 | 47              | Симеон, Варненско-Преславский митрополит (11.12.1882-08.09.1883) Димитр Греков (09.09.1883-25.12.1883)                                                                        |
| 4 Обыкновенное народное собрание  | 27.06.1884 | 06.09.1886 | 195/286         | Петко Каравелов(27.06.1884-30.06.1884) Стефан Стамболов (30.06.1884-26.08.1886) Георги Живков (01.09.1886-06.09.1886)                                                         |
| 3 Великое народное собрание       | 19.10.1886 | 03.08.1887 | 493             | Георги Живков (19.10.1886-01.11.1886) Димитр Тончев (22.06.1887-03.08.1887)                                                                                                   |
| 5 Обыкновенное народное собрание  | 15.10.1887 | 17.12.1889 | 285             | Димитр Тончев (15.10.1887-12.12.1888) Захарий Стоянов (13.12.1888-06.09.1889) Панайот Славков (22.10.1889-17.12.1889)                                                         |
| 6 Обыкновенное народное собрание  | 15.10.1890 | 15.12.1892 | 276             | Панайот Славков (15.10.1890-12.12.1892) Димитр Петков (14.12.1892-15.12.1892)                                                                                                 |
| 4 Великое народное собрание       | 03.05.1893 | 17.05.1893 | 577             | Димитр Петков |
| 7 Обыкновенное народное собрание  | 15.10.1893 | 21.12.1893 | 145             | Димитр Петков (15.10.1893-19.11.1893) Георги Живков (20.11.1893-01.08.1894)                                                                                                   |
| 8 Обыкновенное народное собрание  | 15.10.1894 | 04.02.1896 | 149             | Теодор Теодоров |
| 9 Обыкновенное народное собрание  | 01.12.1896 | 19.12.1898 | 159             | д-р Георги Янколов |
| 10 Обыкновенное народное собрание | 16.05.1899 | 29.11.1900 | 169             | д-р Димитр Вачов (16.05.1899-01.10.1899) Жечо Бакалов (18.10.1899-29.11.1900)                                                                                                 |
| 11 Обыкновенное народное собрание | 22.02.1901 | 23.12.1901 | 166             | Иван Ев. Гешов (22.02.1901-25.10.1901) Марко Балабанов (25.10.1901-23.12.1901)                                                                                                |
| 12 Обыкновенное народное собрание | 22.04.1902 | 31.03.1903 | 188             | Драган Цанков |
| 13 Обыкновенное народное собрание | 02.11.1903 | 22.12.1907 | 189             | д-р Петър Стайков (02.11.1903-30.01.1904) д-р Тодор Гатев (20.10.1904-15.10.1905) д-р Петыр Гудев (17.10.1905-02.03.1907) Добри Петков (05.03.1907-18.04.1908)                |
| 14 Обыкновенное народное собрание | 15.06.1908 | 15.02.1911 | 203             | Христо Славейков (15.06.1908-15.09.1910) д-р Петыр Ораховац (15.10.1910-15.02.1911)                                                                                           |
| 5 Великое народное собрание       | 09.06.1911 | 09.07.1911 | 414             | д-р Стоян Данев |
| 15 Обыкновенное народное собрание | 15.10.1911 | 23.07.1913 | 213             | д-р Стоян Данев (15.10.1911-01.06.1913) Иван Ев. Гешов (26.06.1913-23.07.1913)                                                                                                |
| 16 Обыкновенное народное собрание | 19.12.1913 | 31.12.1913 | 204             | д-р Димитр К. Вачов |
| 17 Обыкновенное народное собрание | 20.03.1914 | 15.04.1919 | 257             | д-р Димитр К. Вачов |
| 18 Обыкновенное народное собрание | 02.10.1919 | 20.02.1920 | 237             | Найчо Цанов |
| 19 Обыкновенное народное собрание | 15.04.1920 | 11.03.1923 | 232             | Александр Ботев (15.04.1920-24.06.1921) Недялко Атанасов (04.11.1921-11.03.1923)                                                                                              |
| 20 Обыкновенное народное собрание | 21.05.1923 | 11.06.1923 | 245             | Александр Ботев |
| 21 Обыкновенное народное собрание | 09.12.1923 | 15.04.1927 | 267             | д-р Тодор Кулев (09.12.1923-04.01.1926) Александр Цанков (05.01.1926-15.04.1927)                                                                                              |
| 22 Обыкновенное народное собрание | 19.06.1927 | 18.04.1931 | 275             | Александр Цанков (19.06.1927-15.05.1930) Никола Найденов (21.05.1930-18.04.1931)                                                                                              |
| 23 Обыкновенное народное собрание | 20.08.1931 | 19.05.1934 | 283             | Стефан Стефанов (20.08.1931-12.10.1931) Александър Малинов (15.10.1931-18.05.1934)                                                                                            |
| 24 Обыкновенное народное собрание | 22.05.1938 | 27.04.1939 | 160             | Стойчо Мошанов |
| 25 Обыкновенное народное собрание | 24.02.1940 | 23.08.1944 | 160             | Никола Логофетов (24.02.1940-16.05.1941) Христо Калфов (16.05.1941-23.08.1944)                                                                                                |
| 26 Обыкновенное народное собрание | 15.12.1945 | 28.09.1946 | 279             | Васил Коларов |
| 6 Великое народное собрание       | 07.11.1946 | 21.10.1949 | 465 (375)       | Васил Коларов Бюро: Райко Дамянов Президиум: д-р Минчо Нейчев |
| 1 (27) Народное собрание          | 17.01.1950 | 02.11.1953 | 239             | Бюро: Фердинанд Козовский Президиум: д-р Минчо Нейчев (18.01.1950 −27.05.1950) Георги Дамянов (27.05.1950-13.01.1954)                                                         |
| 2 (28) Народное собрание          | 14.01.1954 | 11.12.1957 | 249             | Бюро Фердинанд Козовский Президиум Георги Дамянов |
| 3 (29) Народное собрание          | 13.01.1958 | 04.11.1961 | 254             | Бюро Фердинанд Козовский Президиум Георги Дамянов (13.01.1958-27.11.1958) Димитр Ганев (30.11.1958-14.03.1962)                                                                |
| 4 (30) Народное собрание          | 15.03.1962 | 08.12.1965 | 321             | Бюро Фердинанд Козовский (15.03.1962-12.09.1965) Сава Гановский (06.12.1965-08.12.1965) Президиум Димитр Ганев (15.03.1962-20.04.1964) Георги Трайков (23.04.1964-10.03.1966) |
| 5 (31) Народное собрание          | 11.03.1966 | 18.05.1971 | 416             | Бюро Сава Гановский Президиум Георги Трайков (11.03.1966-06.07.1971) |
| 6 (32) Народное собрание          | 07.07.1971 | 09.03.1976 | 400             | Георги Трайков (07.07.1971-27.04.1972) д-р Владимир Бонев (27.04.1972-09.03.1976)                                                                                             |
| 7 (33) Народное собрание          | 15.06.1976 | 07.04.1981 | 400             | д-р Владимир Бонев |
| 8 (34) Народное собрание          | 16.06.1981 | 21.03.1986 | 400             | Станко Тодоров |
| 9 (35) Народное собрание          | 17.06.1986 | 03.04.1990 | 400             | Станко Тодоров |
| 7 Великое народное собрание       | 10.07.1990 | 02.10.1991 | 400             | Николай Тодоров |
| 36 Народное собрание              | 04.11.1991 | 17.10.1994 | 240             | Стефан Савов (04.11.1991-24.09.1992) Александър Йорданов (05.11.1992-17.10.1994)                                                                                              |
| 37 Народное собрание              | 12.01.1995 | 13.02.1997 | 240             | Благовест Сендов |
| 38 Народное собрание              | 07.05.1997 | 19.04.2001 | 240             | Йордан Соколов |
| 39 Народное собрание              | 05.07.2001 | 17.06.2005 | 240             | проф. Огнян Герджиков (05.07.2001 — 04.02.2005) Борислав Великов (23.02.2005-17.06.2005)                                                                                      |
| 40 Народное собрание              | 11.07.2005 | 25.06.2009 | 240             | Георги Пирински |
| 41 Народное собрание              | 14.07.2009 | 14.03.2013 | 240             | Цецка Цачева |
| 42 Народное собрание              | 21.05.2013 | 06.08.2014 | 240             | Михаил Миков |
| 43 Народное собрание              | 27.10.2014 | 27.01.2017 | 240             | Цецка Цачева |
| 44 Народное собрание              | 19.04.2017 | 25.03.2021 | 240             | Димитр Главчев (19.04.2017 — 17.11.2017) Цвета Караянчева (17.11.2017-25.03.2021)                                                                                             |
| 45 Народное собрание              | 15.04.2021 | 12.05.2021 | 240             | Ива Митева |
| 46 Народное собрание              | 21.07.2021 | 16.09.2021 | 240             | Ива Митева |
| 47 Народное собрание              | 03.11.2021 | 29.07.2022 | 240             | Никола Минчев (14.11.2021 — 16.06.2022) Мирослав Иванов (16.06.2022 — 29.07.2022)                                                                                             |
| 48 Народное собрание              | 19.10.2022 | 03.02.2023 | 240             | Везди Рашидов (21.10.2022 — 03.02.2023) |
| 49 Народное собрание              | 12.04.2023 | 26.04.2024 | 240             | Росен Желязков (19.04.2023 — 26.04.2024) |
| 50 Народное собрание              | 19.06.2024 | 10.11.2024 | 240             | Рая Назарян (20.06.2024 — 10.11.2024) |
| 51 Народное собрание              | 11.11.2024 | н.в.       | 240             | Наталья Киселова (06.12.2024 — н.в.) |

## 42-е Народное собрание
42-е Народное собрание Болгарии представляло законодательную власть в стране с 21 мая 2013 по 6 августа 2014 года. 42-м НС голосами Болгарской социалистической партии, Движения за права и свободы и партии Атака было выбрано 89-е правительство Болгарии во главе с министром-председателем Пламеном Орешарски. Летом 2014 коалиция, поддерживавшая кабинет Орешарского, распалась из-за внутренних противоречий, а также неудовлетворительных результатов этих партий на выборах в Европейский парламент, которые прошли в Болгарии 25 мая 2014. Сложная экономическая, политическая и социальная обстановка вынудили министра-председателя Орешарского подать в отставку 23 июля, которая была принята НС на следующий день. 6 августа 2014 42-е НС было распущено указом президента Росена Плевнелиева.
Следующие парламентские выборы в Болгарии были назначены на 5 октября 2014.

## 43-е Народное собрание
5 октября 2014 года прошли выборы в Народное собрание в результате которых в парламент вошли представители 8 списков
| Партия / Коалиция           | Партия / Коалиция | Голоса    | Проценты | +/- %    | Депутаты | +/- депутатских мест |
| --------------------------- | ----------------- | --------- | -------- | -------- | -------- | -------------------- |
| ГЕРБ                        | ГЕРБ              | 1.072.491 | 32,67 %  | +2,13 %  | 84       | -13                  |
| БСП левая Болгария          | БСП ЛБ            | 505.527   | 15,40 %  | -11,21 % | 39       | -45                  |
| Движение за права и свободы | ДПС               | 487.134   | 14,84 %  | +3,53 %  | 38       | +2                   |
| Реформаторский блок         | РБ                | 291.806   | 8,89 %   | +8,89 %  | 23       | +23                  |
| Патриотический фронт        | ПФ                | 239.101   | 7,28 %   | +4,08 %  | 19       | +19                  |
| Болгария без цензуры        | ББЦ               | 186.938   | 5,69 %   | +5,69 %  | 15       | +15                  |
| Атака                       | Атака             | 148.262   | 4,52 %   | -2,78 %  | 11       | -12                  |
| АБВ                         | АБВ               | 136.223   | 4,15 %   | +4,15 %  | 11       | +11                  |
| Остальные                   |                   | 433.103   | 6,56 %   |          | —        |                      |

## 50-е народное собрание
по состоянию на 1 августа 2024 года.
- ГЕРБ-68
- ПП-39
- Возрождение-38
- ДПС -22
- БСП-18
- ЕТН-16
- Вне фракционные (ДПС-Доган 22, Величие-Марков 6, Величие-Михайлов-6, Независимые социалисты)

С 9 июня 2024 по 23 июля 2024 существовала депутатская группа величие.

## 51-е народное собрание
11 ноября 2024 года собралась первая сессия народного собрания. было соформировано 8 фракций. Старейший депутат Сильва Кириллов.
Конституционный суд 11 ноября 2024 года возбудил дело о аннулировании результатов выборов 